# Келемен, Марта
Марта Келемен (венг. Kelemen Márta, род. 17 сентября 1954 года в Будапеште) — венгерская спортивная гимнастка.
Представляла Венгерскую Народную Республику на двух Олимпиадах, в 1972 году в Мюнхене и в 1976 году в Монреале. Бронзовая медалистка Олимпийских игр 1972 года в командном многоборье.

## Биография
На Олимпийских играх 1972 года в Мюнхене стала в составе команды ВНР обладательницей бронзы в командном многоборье. При этом в личном зачёте разделила 20-е место с несколькими гимнастками и вышла в финал в личном многоборье, где стала 34-й. Ни в один из финалов в отдельных видах не выходила.
Через четыре года на Олимпийских играх 1968 года в Мехико снова была в команде своей страны. ВНР заняла 4-е место в командном многоборье, а Келемен в личном зачёте разделила 34-е место, не выйдя и в этот раз ни в финал в личном многоборье, ни в финалы в отдельных видах.